# Tijdelijke Academie
De Tijdelijke Academie was een tijdelijke instelling voor hoger onderwijs in Zuid-Nederland aan het einde van de Tweede Wereldoorlog. De Academie werd begin 1945 in Eindhoven opgericht na de geallieerde bevrijding van het zuiden van Nederland eind 1944.
Het doel van de Tijdelijke Academie was onder meer het opleiden van academici voor het Philips Natuurkundig Laboratorium: alle universiteiten en hogescholen met opleidingen in de exacte wetenschappen en technische wetenschappen bevonden zich in het toen nog bezette noorden van Nederland. Op 26 februari 1945 werd, na goedkeuring van de Nederlandse regering in ballingschap, de stichting Tijdelijke Academie te Eindhoven formeel opgericht, met Balthasar van der Pol als voorzitter. Rector was Hendrik Casimir.
Uitgesloten werden studenten die in 1943 de loyaliteitsverklaring hadden getekend die toen in het bezette Nederland van studenten werd geëist (een uitzondering was mogelijk voor studenten die wel hadden getekend maar niet hadden doorgestudeerd).
De Academie bleef ook na de bevrijding van geheel Nederland in mei 1945 actief, maar tegen december van dat jaar hadden de andere universiteiten hun gewone programma's hervat. Daarmee verdween de noodzaak voor de Tijdelijke Academie, en werd ze weer gesloten. Het zou tot 1956 duren voordat de Technische Hogeschool Eindhoven werd opgericht, waarmee Eindhoven weer een universitaire instelling kreeg.